# Сухі ліси Оканагану

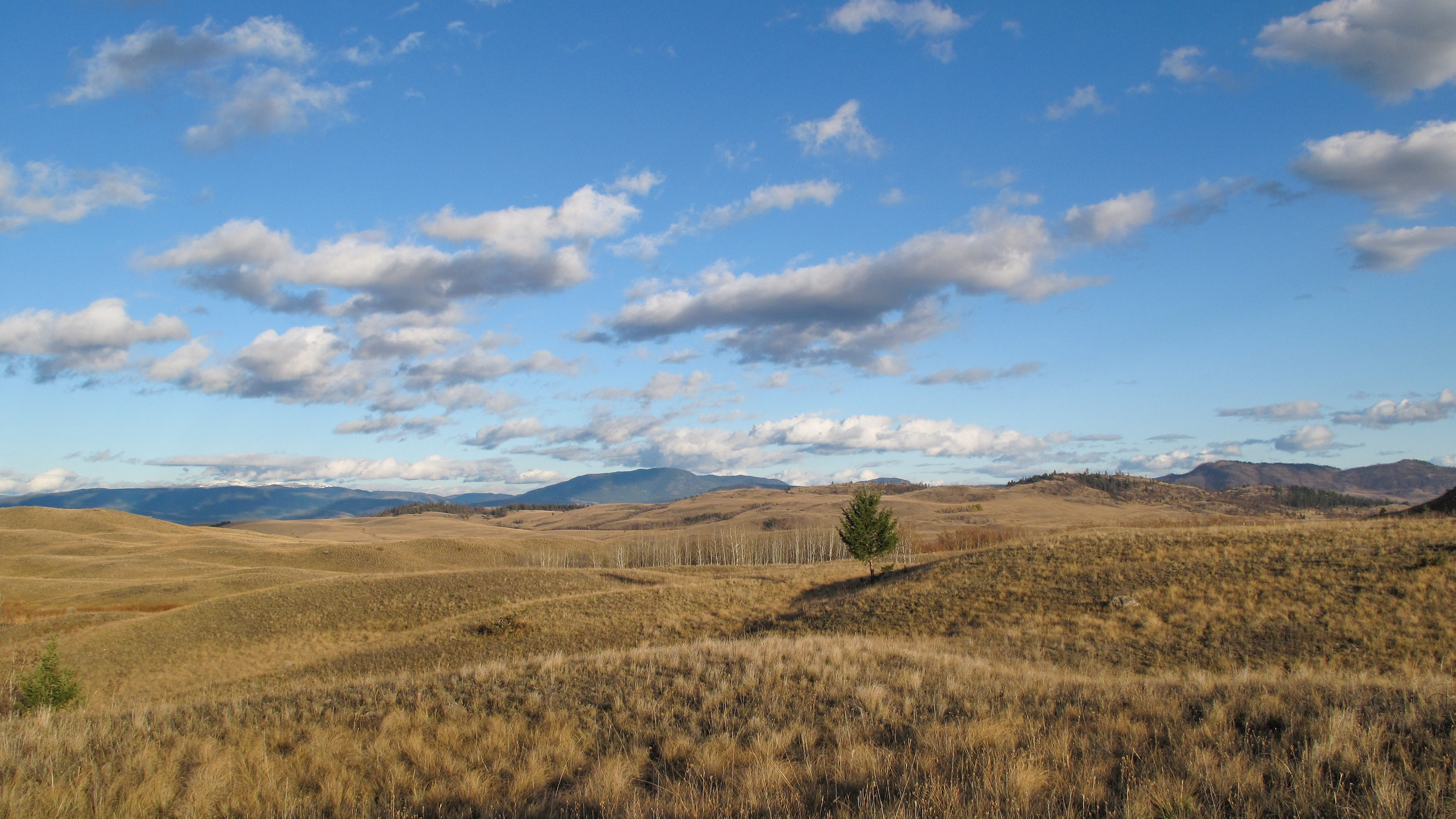
Сухі луки Оканагану

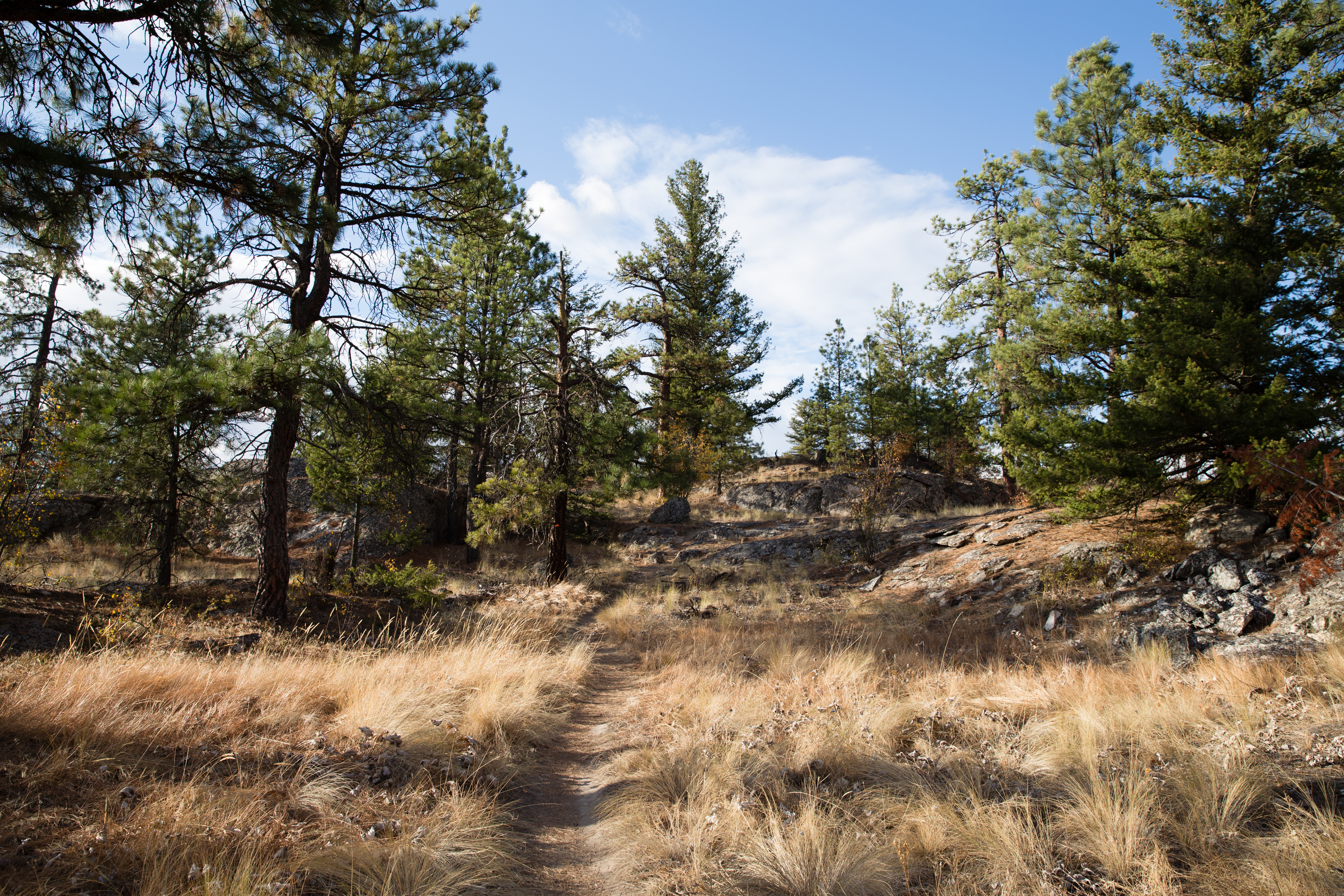
Ландшафт заповідника Заповідник луків Вайт-Лейк

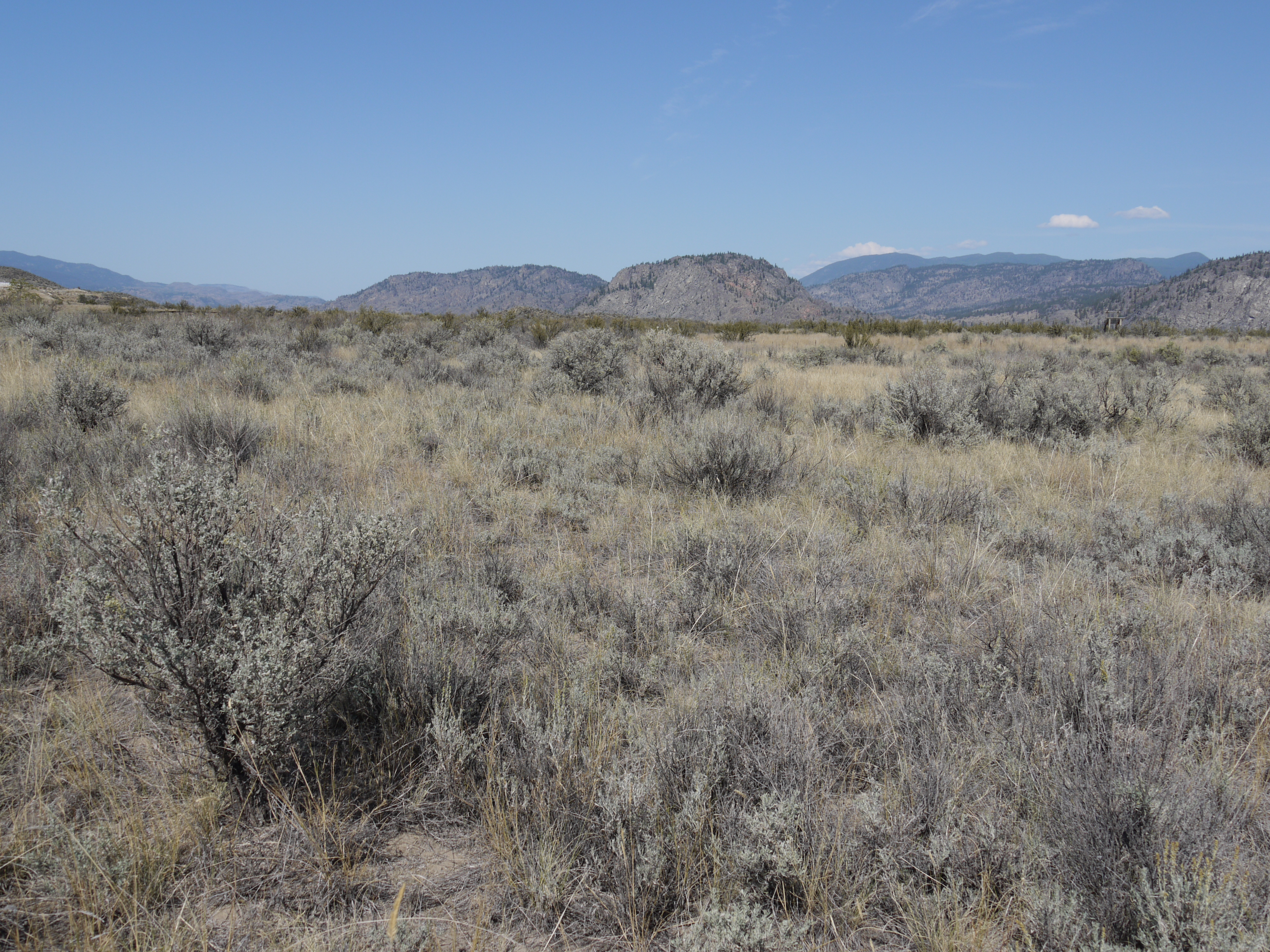
Оканаганська пустеля в околицях міста Осуюс

Сухі ліси Оканагану (ідентифікатор WWF: NA0522) — неарктичний екорегіон хвойних лісів помірної зони, розташований на південному заході Канади та на північному заході США.

## Географія
Екорегіон сухих лісів Оканагану лежить на території регіону Оканаган, який простягається від півдня Британської Колумбії до північної частини штату Вашингтон. Він охоплює плато Томпсон та Оканаганське нагір'я, які є частиною комплексу міжгірських плато, розташованих між Скелястими горами на сході та Береговими хребтами на заході. На сході та південному сході екорегіону розташовані гори Кеттл та південна частина гір Селкірк. З геологічної точки зору основу регіону становлять третинні осадові та вулканічні породи. Висота регіону коливається від 1220 до 1525 м над рівнем моря. Горбисті плато регіону порізані численними глибокими річковими долинами. На півночі екорегіону протікає річка Томпсон, найбільша притока Фрейзеру, а на півдні — річка Колумбія та її притока Оканоган, яка бере початок в озері Оканаган. На території регіону лежать такі міста, як Камлупс, Келоуна та Спокан.
На півночі екорегіон переходить у хвойні ліси Фрейзерського плато та басейну, на заході — у підвітряні ліси Каскадних гір, на сході — у ліси півночі Центральних Скелястих гір, а на півдні — у палуські прерії.

## Клімат
На більшій частині екорегіону переважає вологий континентальний клімат (Dfb або Dsb за класифікацією кліматів Кеппена), а у деяких районах — напівпустельний клімат (BSk за класифікацією Кеппена). Оскільки екорегіон розташований у дощовій тіні Тихоокеанських хребтів, які блокують проникнення вологи з Тихого океану, його клімат є набагато сухіший, ніж клімат навколишніх екорегіонів. Зима помірно прохолодна та малосніжна, а літо дуже тепле або спекотне та сухе. Середньорічна температура становить близько 7 °C, середня літня температура коливається від 15 °C до 16,5 °C, а середня зимова температура становить близько −2,5 °C. Середньорічна кількість опадів становить 400 мм, однак на великих висотах вона становить 1000 мм, а у деяких долинах — 250 мм. Територія навколо міста Камплус, що лежить у долині Томпсон на північному заході екорегіону, є найпосушливішим місцем у Канаді поза межами Арктики.

## Флора
Основними рослинними угрупованнями екорегіону є гірські хвойні ліси та луки, розподіл яких залежить від клімату та висоти.
У долинах переважають луки та чагарникові степи, де переважає колосистий житняк (Pseudoroegneria spicata), тризубчастий полин (Artemisia tridentata), гірка пуршія (Purshia tridentata), великоцвітий кипець (Koeleria macrantha), сірий кролячий полин (Ericameria nauseosa) та різні види тонконога (Poa). Серед інших рослин, що зустрічаються в степах регіону, слід відзначити стрілолистий бальзамовий корінь (Balsamorhiza sagittata), живучу льюїсію (Lewisia rediviva), ламку опунцію (Opuntia fragilis), найголіший жовтець (Ranunculus glaberrimus) та великоплідну маріпозу (Calochortus macrocarpus).
Чагарникові степи екорегіону, також відомі як Оканаганська пустеля, подібні до чагарникових степів, поширених південніше, на території Колумбійського плато та Великого Басейну. Тут зустрічається понад 30 федеральних та 60 провінційних видів рослин, які перебувають під загрозою зникнення.
На плато та височинах переважають хвойні ліси, основу яких становлять скручені сосни (Pinus contorta), американські осики (Populus tremuloides), сизі ялини (Picea glauca) та тисолисті дуґласії (Pseudotsuga menziesii var. glauca). В деяких долинах зустрічаються ліси жовтої сосни (Pinus ponderosa), а на середніх висотах гір, де переважає помірний клімат, — ліси тисолистої дуґласії (Pseudotsuga menziesii), у підліску яких часто росте соснова трава (Calamagrostis rubescens). У субальпійських лісах домінують ялини Енгельмана (Picea engelmannii), субальпійські ялиці (Abies lasiocarpa) та скручені сосни (Pinus contorta).

## Фауна
В межах екорегіону зустрічається 79 видів ссавців та близько 200 видів птахів. Серед поширених в екорегіоні ссавців слід відзначити звичайного лося (Alces alces shirasi), лісового карибу (Rangifer tarandus caribou), чорнохвостого оленя (Odocoileus hemionus), білохвостого оленя (Odocoileus virginianus), американського зайця (Lepus americanus), червону вивірку (Tamiasciurus hudsonicus), канадського голкошерста (Erethizon dorsatum), соснового бурундука (Neotamias amoenus), сивого бабака (Marmota caligata) та пишнохвостого лісового хом'яка (Neotoma cinerea). Серед великих хижаків, поширених в регіоні, слід відзначити гризлі (Ursus arctos horribilis), барибала (Ursus americanus), північноамериканську пуму (Puma concolor couguar), канадську рись (Lynx canadensis), руду рись (Lynx rufus) та вовка (Canis lupus), а серед дрібніших хижих ссавців — койота (Canis latrans), звичайну лисицю (Vulpes vulpes), звичайну росомаху (Gulo gulo), американську куницю (Martes americana), американського горностая (Mustela richardsonii), смугастого скунса (Mephitis mephitis), звичайного ракуна (Procyon lotor) та американського борсука (Taxidea taxus). У важкодоступних гірських районах зустрічаються товстороги (Ovis canadensis), снігові кози (Oreamnos americanus) та колумбійські ховрахи (Urocitellus columbianus), на берегах річок — канадські бобри (Castor canadensis), канадські видри (Lontra canadensis), річкові візони (Neogale vison) та болотяні ондатри (Ondatra zibethicus), а в степах — жовточереві бабаки (Marmota flaviventris), західні торбомиші (Perognathus parvus), північні гоферчики (Thomomys talpoides), гірські полівки (Microtus montanus), плямисті кажани (Euderma maculatum) та бліді кажани (Antrozous pallidus)
Серед поширених в екорегіоні птахів слід відзначити білохвосту куріпку (Lagopus leucura), канадську дикушу (Canachites canadensis), американського орябка (Bonasa umbellus), манітобського тетерука (Tympanuchus phasianellus), жовтобрового тетерука (Dendragapus obscurus), каліфорнійську перепелицю (Callipepla californica), ісландського гоголя (Bucephala islandica), канадського журавля (Antigone canadensis), американського кульона (Numenius americanus), канадську сплюшку (Psiloscops flammeolus), американського сича (Athene cunicularia), червоноголову катарту (Cathartes aura), білоголового дятла (Leuconotopicus albolarvatus), рожевочереву гілу (Melanerpes lewis), західного свіфта (Cypseloides niger), фіолетовогорлого колібрі (Archilochus alexandri), вогнистого колібрі-крихітку (Selasphorus rufus), каліопу (Selasphorus calliope), кордильєрського волоочка (Troglodytes pacificus), каньойонового орішця (Catherpes mexicanus), осокового пересмішника (Oreoscoptes montanus), західного піві-малюка (Empidonax difficilis), іктерію (Icteria virens) та ялинового шишкаря (Loxia curvirostra).

## Збереження
Близько 2,2 % площі екорегіону є заповідними територіями. Загалом близько 20 % території екорегіону є відносно незайманими. Більшість лісів регіону були знищені або значно деградували, а на їх місці були створені сільськогосподарські угіддя. Природоохоронні території включають: Провінційний парк Ерроустоун, Провінційний парк Бонапарте, Заповідник луків Лак-дю-Буа, Провінційний парк Оканаганських гір та Заповідник луків Вайт-Лейк в Канаді, а також Національний ліс Колвілл та Державний парк Ріверсайд в США.